# Zamek Burghausen
Zamek Burghausen (niem. Burg zu Burghausen) – zamek leżący nad starym miastem Burghausen. Jego długość wynosi 1043 m, co czyni go najdłuższym założeniem obronnym tego typu w Europie.
Większa część budynków i ogólny wygląd pochodzą z lat 1393–1505, kiedy zamek był rezydencją dolnobawarskiej linii Wittelsbachów.
Od 1485 zamek był rezydencją polskiej księżniczki Jadwigi Jagiellonki (zm. 1502), córki króla Kazimierza IV Jagiellończyka i żony księcia bawarskiego Jerzego Bogatego (zm. 1503). 
Gdy zamek przestał służyć jako książęca rezydencja, został przekazany miastu Burghausen. Do 1802 mieścił się w nim książęcy urząd podatkowy. Wiązał się z tym status miasta stołecznego. Zamek w okresie tym był przebudowywany. W latach 1763–1891 był wykorzystywany jako siedziba garnizonu wojskowego, co spowodowało jego kolejne przebudowy.
Obecnie zamek i otaczający go teren to jedna z nielicznych w Europie ostoi ibisów grzywiastych.

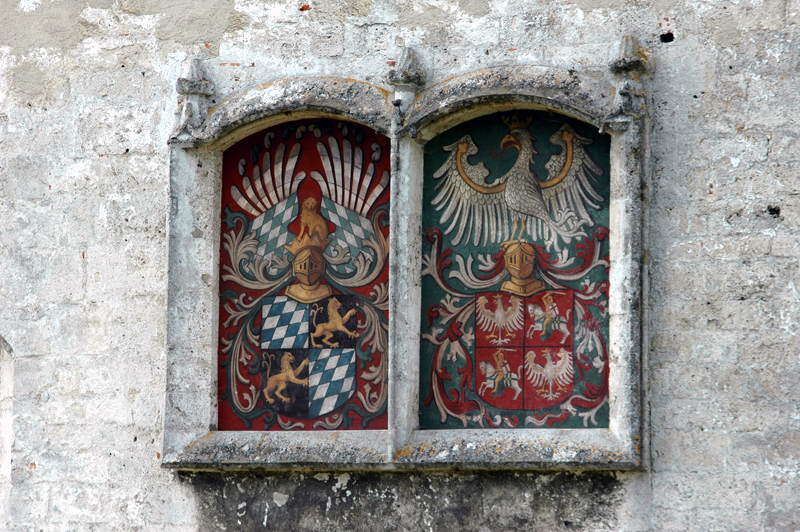
Herb Jerzego i Jadwigi, na bramie
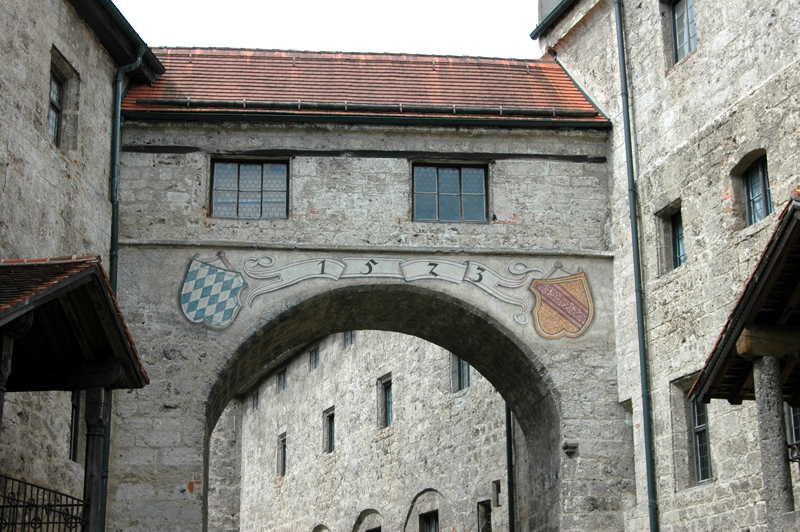
Herb ks. Bawarii i Badeni , rok 1523
Herb Wilhelma IV z Bawarii
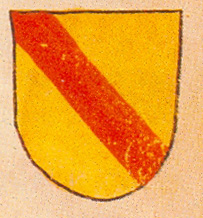
Herb Marii Badeńskiej
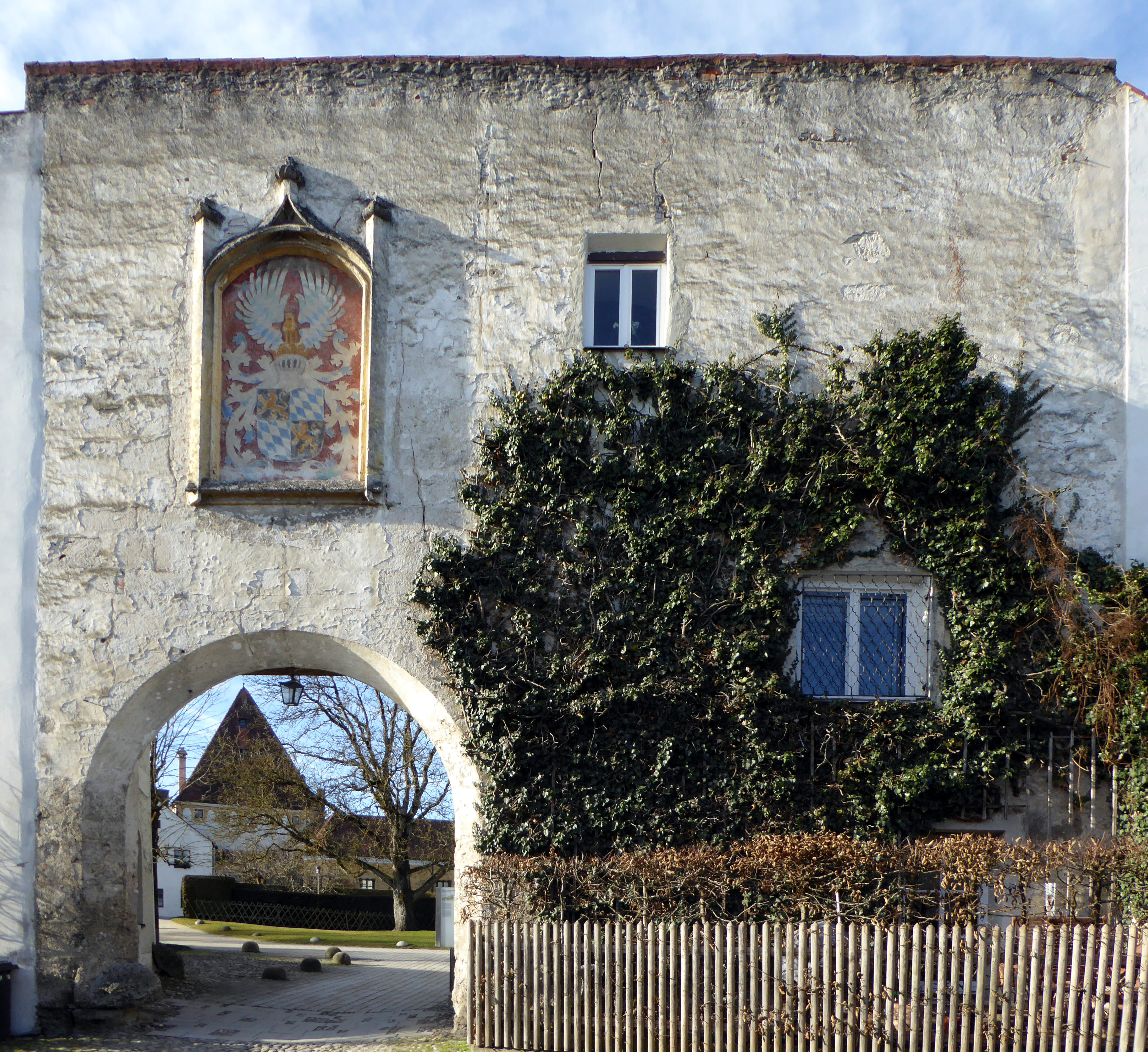
Herb ks. Bawarii
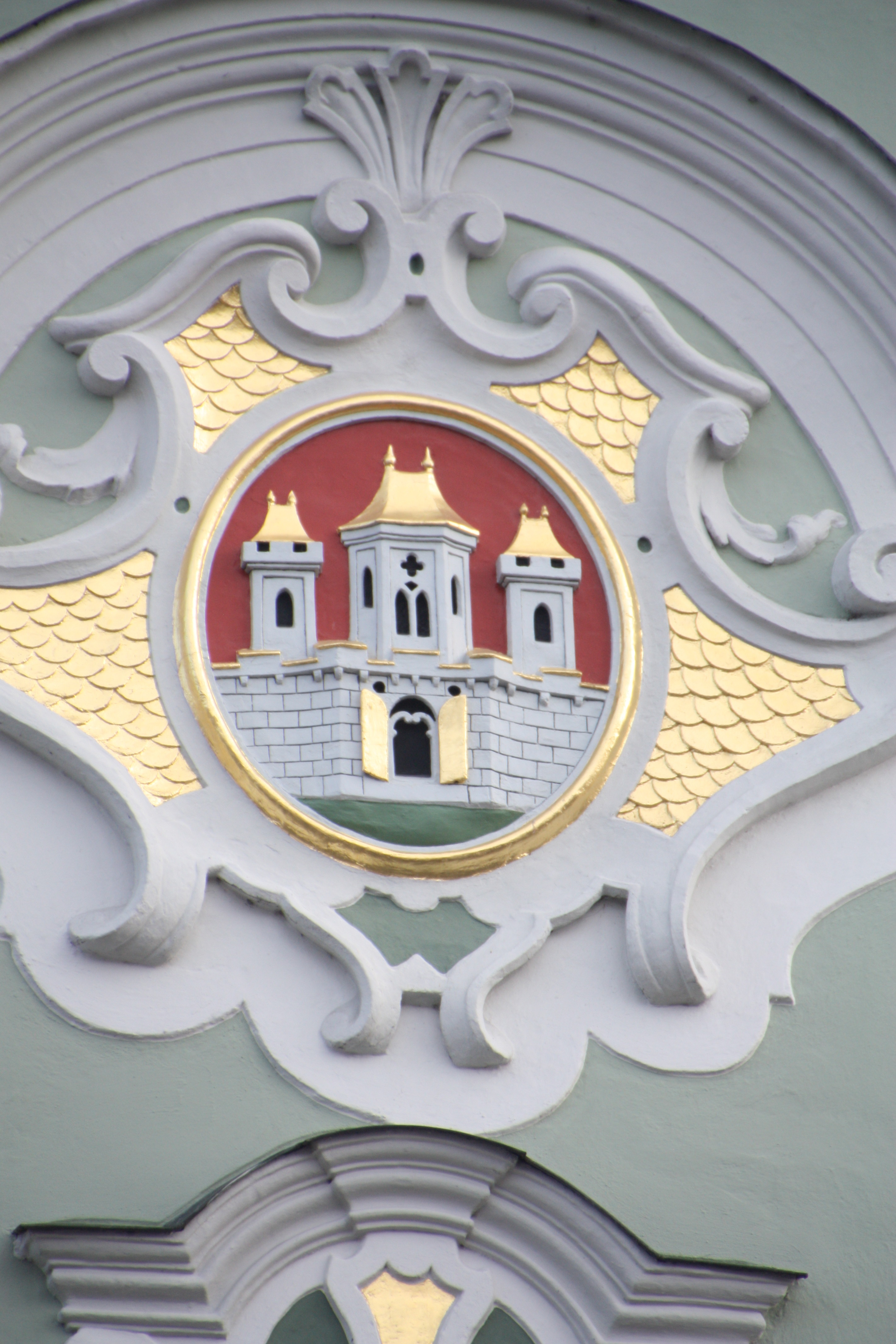
Herb Burghausen
Herb Burghausen